# Anders Nelander
Anders Nelander, född 1672 i Nässja socken, död 1 augusti 1716 i Fornåsa socken, var en svensk präst.

## Biografi
Anders Nelander döptes 27 oktober 1672 i Nässja socken. Han var son till bonden Håkan Ingemarsson och Ingeborg Andersdotter. Nelander studerade i Växjö och blev 1698 student vid Lunds universitet. Han prästvigdes 12 maj 1704 och blev samma år regementspastor vid Kalmar regemente. Han följde med regementet till Polen. Nelander blev 1708 vice pastor i Fornåsa församling och 1713 ordinarie kyrkoherde där. Han avled 1 augusti 1716 i Fornåsa socken och begravdes 30 september av kyrkoherden Arvid Borænius från Vreta Klosters socken.

### Familj
Nelander gifte sig 6 maj 1704 med Margareta Rydelius (1682–1772). Hon var dotter till kyrkoherden Johannes Rydelius och Catharina Hornér i Fornåsa socken. De fick tillsammans barnen Johan Nelander, Catharina (1709–1770), Andreas, Anna (1713–1791) och Margareta (1715–1775). Efter Nelanders död gifte Margareta Rydelius om sig med kyrkoherden Magnus Öring i Fornåsa socken.